# ジョージ・ヘンリー・ウィリアムズ

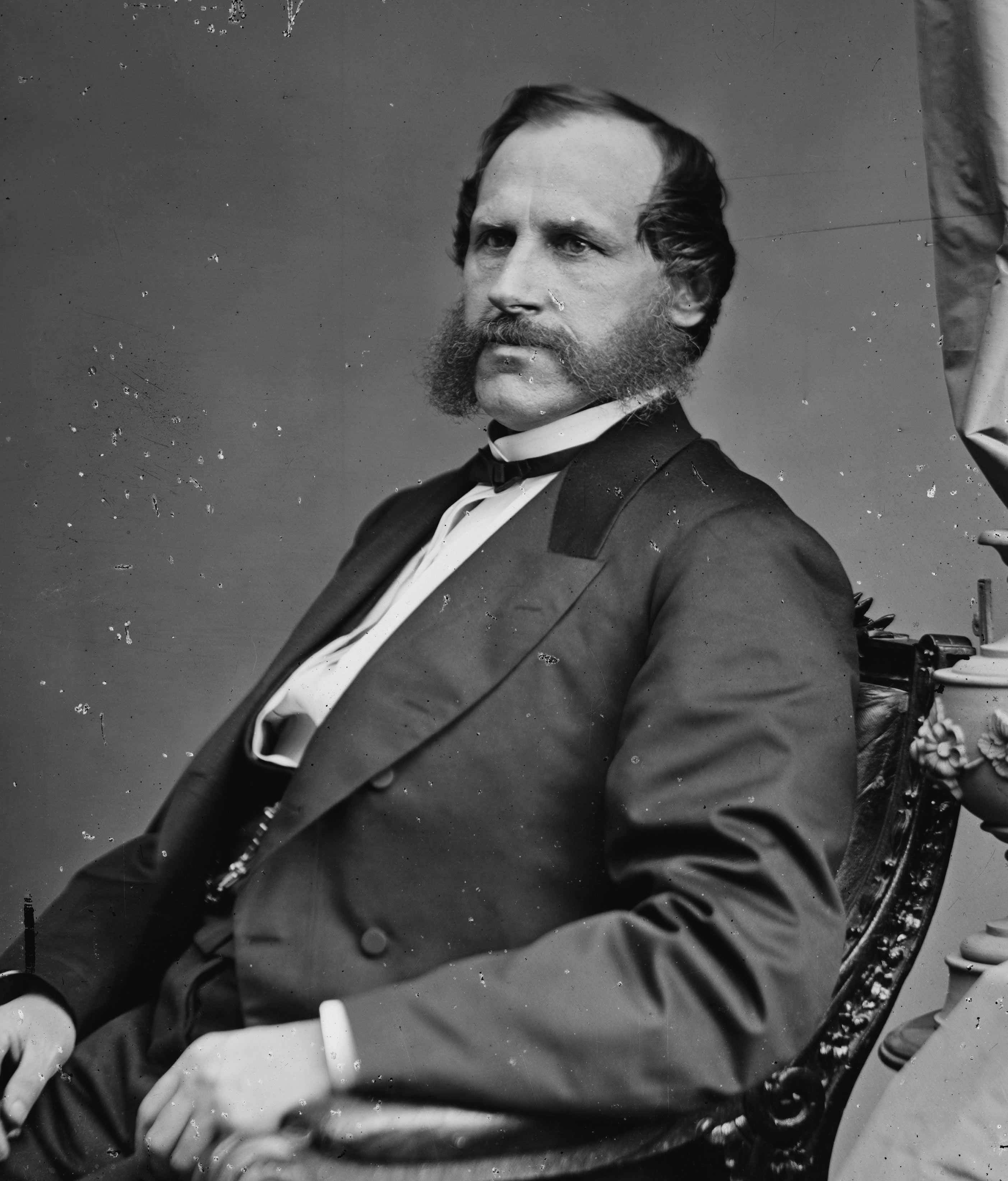
ジョージ・ヘンリー・ウィリアムズ

ジョージ・ヘンリー・ウィリアムズ（George Henry Williams, 1823年3月23日 - 1910年4月10日）は、アメリカ合衆国の裁判官、政治家。第3代オレゴン準州最高裁判所長官、第32代アメリカ合衆国司法長官、およびオレゴン州選出連邦上院議員を務めた。またオレゴン州において、オレゴン州憲法制定会議代表、およびポートランド市長を務めた。

## 生い立ちと初期の経歴
1823年3月23日、ウィリアムズはニューヨーク州ニューレバノンにおいて誕生した。父親はテイバー・ウィリアムズ (Taber Williams)、母親はリディア・グッドリッチ (Lydia Goodrich) であった。ウィリアムズは普通教育を受け、続いて法律を学んだ。ウィリアムズは1844年に弁護士として認可を受けた。ウィリアムズはアイオワ準州のフォート・マディソンへ移り、弁護士として職に就いた。

## オレゴン準州判事
1847年、ウィリアムズはアイオワ州第1司法管区の判事に選任された。ウィリアムズは1852年まで判事職を務めた。1852年、ウィリアムズは民主党公認の大統領選挙人を務めた。1853年、フランクリン・ピアース大統領はウィリアムズをオレゴン州最高裁判所の首席判事に任命した。ウィリアムズは1853年末にオレゴン準州のセイラムに到着し、着任した。
初期のオレゴン準州最高裁判所は、3人の判事により巡回裁判で実施され、事実審レベルの審理を担当した。1853年、ウィリアムズはホームズ対フォード裁判の審理を担当し、「オレゴン準州において奴隷は違法である。すなわち、奴隷およびその家族は解放されなければならない」と判決を下した。1857年、ウィリアムズはアメリカ合衆国第33番目の州に昇格したオレゴン州において、州憲法制定会議の代議員を務めた。ウィリアムズは1858年に判事職を退いた。その後ウィリアムズはオレゴン州ポートランドへ移り、弁護士業を再開した。

## 連邦上院議員
1865年、ウィリアムズはオレゴン州から共和党員として、連邦上院議員に選任された。ウィリアムズは連邦上院議員を1871年まで務めた。1865年に旧友のエイブラハム・リンカーン大統領が暗殺された際、ウィリアムズはリンカーンの葬儀において棺の運搬役を担当した。ウィリアムズは連邦議会において、上下両院合同のレコンストラクション監視委員会の委員を務めた。1871年、ウィリアムズはアラバマ要求の解決交渉委員となり、ワシントン条約を締結させた。

## 司法長官
1871年12月14日、ユリシーズ・グラント大統領はウィリアムズは司法長官に任命した。1873年、グラント大統領はウィリアムズを連邦最高裁判所長官に指名したが、ウィリアムズは辞退を申し出た。またウィリアムズの辞退表明に先立ち、上院司法委員会はウィリアムズを上院の承認手続きにかけることを拒否した。1875年、ウィリアムズは司法長官を辞任した。グラント大統領はウィリアムズに駐スペイン公使への就任を要請したが、ウィリアムズはこれを辞退した。1876年、ウィリアムズはラザフォード・ヘイズの大統領選挙を支援した。ウィリアムズはポートランドで弁護士業を再開し、また1902年から1905年までポートランド市長を務めた。

## 晩年
ウィリアムズは晩年、ポートランドで弁護士業を継続した。1910年4月10日、ウィリアムズはポートランド市内において死去した。ウィリアムズの遺体はポートランドのリヴァーヴュー墓地に埋葬された。

## 家族
ウィリアムズは1850年にアイオワ州でケイト・ヴァン・アントワープ (Kate Van Antwerp) と結婚し、娘1人をもうけた。ウィリアムズは1867年にケイト・ヒューズ・ジョージ (Kate Hughes George) と再婚し、子供2人を養子として迎えた。